# William H. Rupertus
William Henry Rupertus (14. november 1889 – 25. marts 1945) var en generalmajor i United States Marine Corps.

## Militær karriere
Rupertus begyndte sin militære karriere lige efter gymnasiet, oprindelig med det mål at blive kaptajn på en toldkutter, men hans fremragende evner som skytte førte til at han blev rekrutteret til marinekorpset. Han modtog en officerspost i november 1913 og gik herefter på marinekorpsets officersskole, som han fik eksamen fra som den bedste i sin klasse i 1915. 
Rupertus deltog på marinekorpsets hold i riffelskydning og fik en orden for sin skydning – foruden at han vandt en række skydekonkurrencer. 
Rupertus var tjenestegørende på USS Florida da USA gik ind i 1. verdenskrig. Han blev kaldt tilbage til USA for at overtage kommandoen over en gruppe marinesoldater, som skulle til Port-au-Prince, Haiti. Rupertus gjorde tjeneste på Haiti indtil krigens slutning og blev derefter sendt på stabsofficers kursus hvorefter han blev inspektør for målskydning i operations og træningsdivisionen ved marinekorpsets hovedkvarter. 
I juli 1937 var Rupertus bataljonschef i 4. marineregiment, da japanerne angreb Shanghai i den Anden kinesisk-japanske krig.
Under 2. verdenskrig var han næstkommanderende i 1. marinedivision under generalmajor Alexander Vandegrift. Det var omkring dette tidspunkt at Rupertus siges at have skrevet bogen The Rifleman's Creed, med det formål at opmuntre høj træfsikkerhed ved skydning og marinesoldaternes tillid til deres våben.
Rupertus havde kommandoen over landgangsstyrken som erobrede øerne Tulagi, Gavutu og Tanambogo under slaget om Guadalcanal. Efter at Vandegrift havde forladt divisionen i 1943, overtog Rupertus kommandoen. Han anførte 1. marinedivision under Slaget ved Kap Gloucester og Slaget ved Peleliu.
I november 1944 blev generalmajor Rupertus kommandant for marinekorpsets skole ved Quantico i Virginia. Hans tid på posten blev kort, da han døde af et hjertetilfæde den 25. marts 1945 blot fire måneder senere. Han ligger begravet på Arlington National Cemetery.

## Udmærkelser og æresbevisninger
Generalmajor Rupertus' dekorationer omfattede: 
|                     |                                                                                       |                                           |                     |
|                     |                                                                                       | Bronze service star · Bronze service star | Bronze service star |
| Bronze service star |                                                                                       |                                           | Bronze service star |
|                     | Bronze service star · Bronze service star · Bronze service star · Bronze service star |                                           |                     |

|                                                       | Navy Cross                                   |                                                     |                                                  |
| Navy Distinguished Service Medal                      | Army Distinguished Service Medal             | Præsidentens hædrende omtale af enhed med 1 stjerne | Marinekorpsets ekspeditionsmedalje med 1 stjerne |
| Sejrsmedalje for 1. verdenskrig med Storflåde vedhæng | Felttoget i Haiti medalje (1921)             | Tjeneste i Kina medalje                             | Amerikansk forsvarstjeneste madalje med hægte    |
| Amerikansk felttogsmedalje                            | Felttoget i Asien-Stillehavet med 4 stjerner | Sejrsmedalje for 2. verdenskrig                     | Haitiansk fortjenstmedalje                       |

I 1945 blev den amerikanske destroyer USS Rupertus opkaldt efter ham.
Generalmajor Rupertus modtog også Faciat Georgius erindringsmedaljen for tjeneste på Guadalcanal.

## Eksterne kilder
- Naltyin, Bernard C. (1994). "Cape Gloucester: The Green Inferno (Biographies: Major General William H. Rupertus)". Marines in World War II Commemorative Series. Washington, D.C.: Marine Corps Historical Center, United States Marine Corps.